# Chalyboclydon marginata
Chalyboclydon marginata là một loài bướm đêm trong họ Geometridae.